# Verson
Verson (prononcé [vɛʁsɔ̃] ) est une commune française, située dans le département du Calvados en région Normandie
Verson compte 3 927 habitants en 2022. Elle fait partie de l'agglomération de Caen et a doublé sa population depuis 1975. Ses habitants sont appelés les Versonnais.

## Géographie

### description
Verson est située au sud-ouest de Caen.
La ville se trouve, en distances orthodromiques, à :
| Commune     | Caen | Rennes | Le Mans | Paris  |
| Distance    | 7 km | 147 km | 137 km  | 206 km |
| Orientation | NE   | SO     | S       | E      |

### Communes limitrophes
| Saint-Manvieu-Norrey                 | Carpiquet           | Bretteville-sur-Odon |
| Cheux                                | Verson              | Bretteville-sur-Odon |
| Mouen, Baron-sur-Odon (par un angle) | Fontaine-Étoupefour | Éterville            |

### Géologie et relief

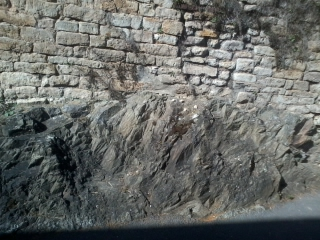
Affleurements schisteux dans le Vieux-Verson.

La superficie de la commune est de 1 036 hectares ; l'altitude varie entre 12 et 93 mètres.
Le sol de la commune est calcaire avec des affleurements schisteux. Étant construite le long de l'Odon, la commune compte des nombreuses collines et coteaux notamment à l'est et sur la rue du Général-Leclerc.
La commune se situe à la limite de deux zones géologiques : le Bassin parisien à l'est et une couche plus ancienne à l'ouest à savoir le Massif armoricain. Cette couche plus ancienne explique les affleurements de schiste.

### Hydrographie
La commune est située dans le bassin Seine-Normandie. Elle est drainée par l'Odon, le cours d'eau 01 de la Prairie Commune et divers autres petits cours d'eau,.

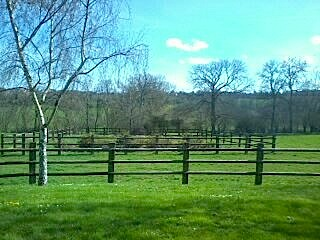
Le bassin de l'Odon à l'ouest de Verson.

Verson est dans le bassin de l'Orne, par son affluent l'Odon qui fait fonction de limite avec Fontaine-Étoupefour et Éterville au sud. À cet endroit, le cours de l'Odon est à 41 km de la source et à 6 km du confluent avec l'Orne, ce qui explique un débit important. Sa pente est assez marquée en amont (1,75 %), puis s'adoucit (0,3 %) jusqu'à sa confluence.
Sauf parfois en été, le débit de l'Odon est suffisamment important pour permettre au club de canoë-kayak de pratiquer ses activités. En automne et en hiver, les fortes précipitations peuvent entraîner des crues de l'Odon. Ceci explique les fréquentes inondations dans le Bas-Verson, dans les champs jouxtant la rivière ainsi que dans la commune voisine de Louvigny.
Autrefois, avant la domestication de l'Odon, le débit était suffisamment important pour permettre l'implantation de nombreux moulins, dont il reste des exemples à Verson. En arrivant sur Verson, l'Odon se divise en plusieurs bras appelés Petit et Grand Odon.

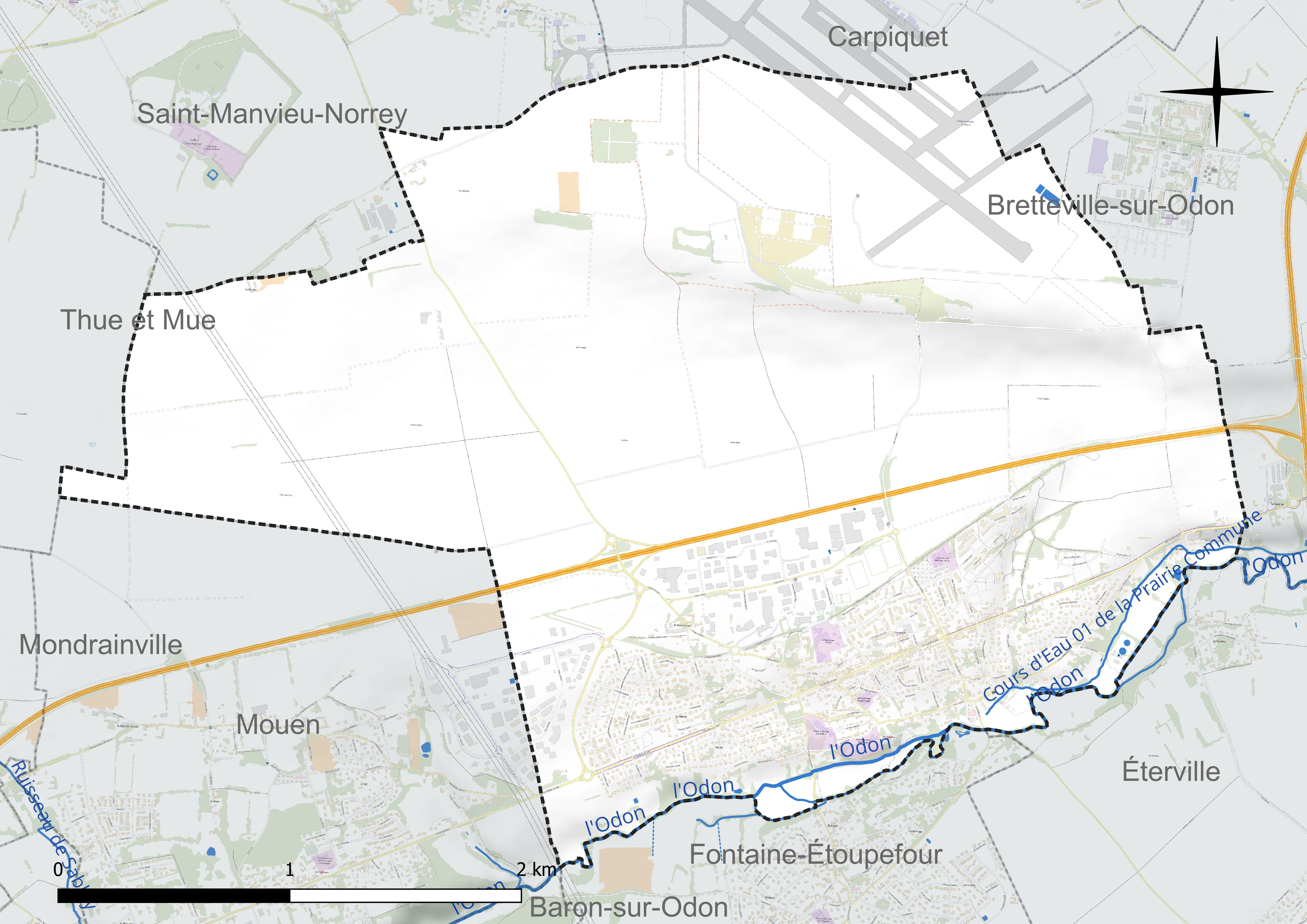
Réseau hydrographique de Verson.

### Climat
Pour des articles plus généraux, voir Climat de la Normandie et Climat du Calvados.
En 2010, le climat de la commune est de type climat océanique altéré, selon une étude du CNRS s'appuyant sur une série de données couvrant la période 1971-2000. En 2020, Météo-France publie une typologie des climats de la France métropolitaine dans laquelle la commune est exposée à un climat océanique et est dans la région climatique Normandie (Cotentin, Orne), caractérisée par une pluviométrie relativement élevée (850 mm/a) et un été frais (15,5 °C) et venté. Parallèlement le GIEC normand, un groupe régional d'experts sur le climat, différencie quant à lui, dans une étude de 2020, trois grands types de climats pour la région Normandie, nuancés à une échelle plus fine par les facteurs géographiques locaux. La commune est, selon ce zonage, exposée à un « climat des plateaux abrités », correspondant à la plaine agricole de Caen à Falaise, sous le vent des collines de Normandie et proche de la mer, se caractérisant par une pluviométrie et des contraintes thermiques modérées.
Pour la période 1971-2000, la température annuelle moyenne est de 10,7 °C, avec  une amplitude thermique annuelle de 12 °C. Le cumul annuel moyen de précipitations est de 736 mm, avec 12,2 jours de précipitations en janvier et 7,7 jours en juillet. Pour la période 1991-2020, la température moyenne annuelle observée sur la station météorologique la plus proche, située sur la commune de Carpiquet à 4 km à vol d'oiseau, est de 11,5 °C et le cumul annuel moyen de précipitations est de 740,3 mm,. Pour l'avenir, les paramètres climatiques de la commune estimés pour 2050 selon différents scénarios d'émission de gaz à effet de serre sont consultables sur un site dédié publié par Météo-France en novembre 2022.

## Urbanisme

### Typologie
Au 1er janvier 2024, Verson est catégorisée ceinture urbaine, selon la nouvelle grille communale de densité à 7 niveaux définie par l'Insee en 2022.
Elle appartient à l'unité urbaine de Caen, une agglomération intra-départementale dont elle est une commune de la banlieue,. Par ailleurs la commune fait partie de l'aire d'attraction de Caen, dont elle est une commune de la couronne,. Cette aire, qui regroupe 296 communes, est catégorisée dans les aires de 200 000 à moins de 700 000 habitants,.

### Occupation des sols
L'occupation des sols de la commune, telle qu'elle ressort de la base de données européenne d'occupation biophysique des sols Corine Land Cover (CLC), est marquée par l'importance des territoires agricoles (72,5 % en 2018), en augmentation par rapport à 1990 (70,4 %). La répartition détaillée en 2018 est la suivante : 
terres arables (68,9 %), zones urbanisées (15,5 %), zones industrielles ou commerciales et réseaux de communication (12 %), prairies (3,6 %). L'évolution de l'occupation des sols de la commune et de ses infrastructures peut être observée sur les différentes représentations cartographiques du territoire : la carte de Cassini (XVIIIe siècle), la carte d'état-major (1820-1866) et les cartes ou photos aériennes de l'IGN pour la période actuelle (1950 à aujourd'hui).

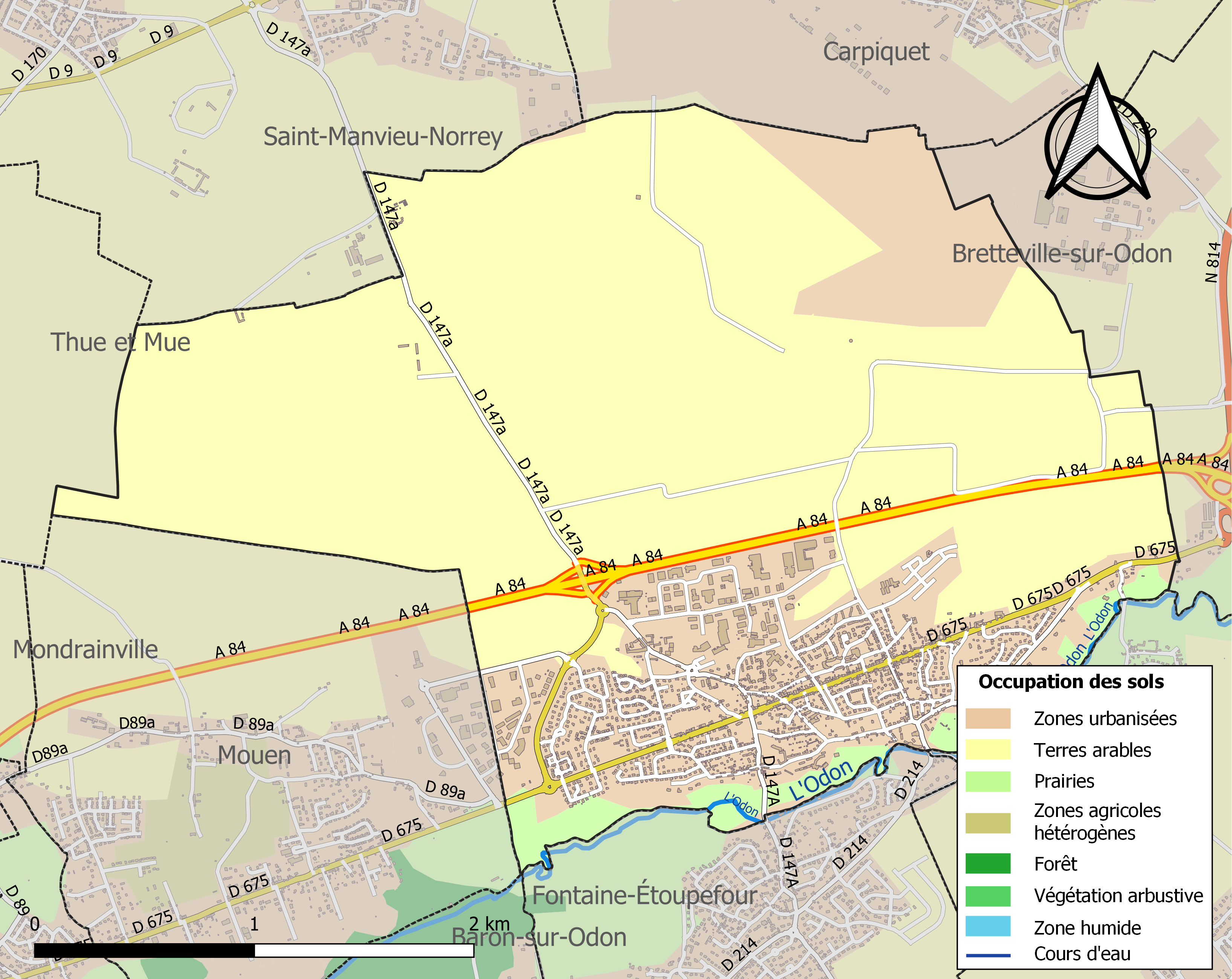
Carte des infrastructures et de l'occupation des sols de la commune en 2018 (CLC).

### Habitat et logement
En 2018, le nombre total de logements dans la commune était de 1 643, alors qu'il était de 1 465 en 2013 et de 1 389 en 2008.
Parmi ces logements, 92,9 % étaient des résidences principales, 0,6 % des résidences secondaires et 6,5 % des logements vacants. Ces logements étaient pour 77,6 % d'entre eux des maisons individuelles et pour 22 % des appartements.
En 2008  la commune comptait 194 logements sociaux, soit 14,4 % du parc des résidences principales. Ce parc s'est accru pour s'élever à 236 en 2018 (15,5 %), mais ne respecte toujours pas les obligations fixées par l'article 55 de la loi SRU de 2000,.
Le tableau ci-dessous présente la typologie des logements à Verson en 2018 en comparaison avec celle du Calvados et de la France entière. Concernant le statut d'occupation de ces logements, 67,5 % des habitants de la commune sont propriétaires de leur logement (69,1 % en 2013), contre 57 % pour le Calvados et 57,5 pour la France entière.
| Typologie                                               | Verson | Calvados | France entière |
| ------------------------------------------------------- | ------ | -------- | -------------- |
| Résidences principales (en %)                           | 92,9   | 75,2     | 82,1           |
| Résidences secondaires et logements occasionnels (en %) | 0,6    | 18       | 9,7            |
| Logements vacants (en %)                                | 6,5    | 6,8      | 8,2            |

### Projets d'aménagement
Un écoquartier doit voir le jour au nord-est de Verson  sous le nom de quartier des Mesniles,. Une première tranche de ce projet de 650 logements implantés dans une zone de 40 hectares dont 20 d'espaces verts est réalisée en 2019, avec la construction de  neuf maisons individuelles et 25 appartements en accession à la propriété, ainsi que de 19 logements intermédiaires dédiés à la location par le bailleur social Caen la mer Habitat

### Voies de communications et transports

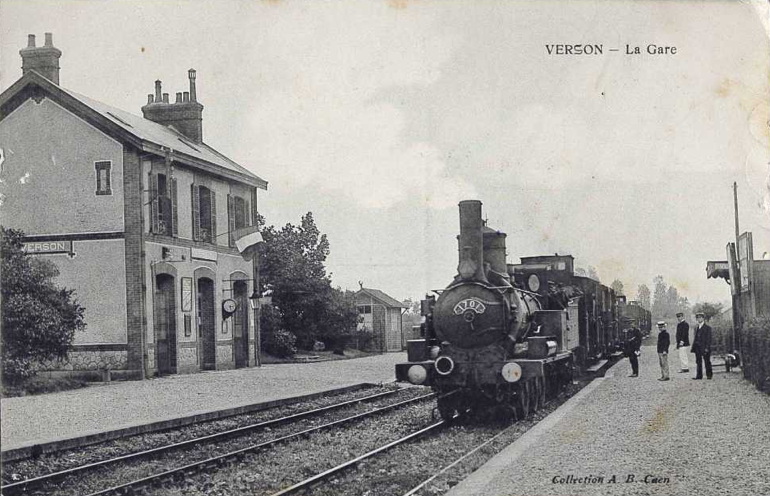
La gare de Verson sur l'ancienne ligne de Caen à Vire.

Au cours de son histoire, la commune s'est développée autour de trois axes parallèles :
- Le vieux Verson, qui suit la vallée de l'Odon ;
- Le Verson des XIXe et XXe siècles tout le long de la rue du Général-Leclerc (anciennement la route de Bretagne) ;
- Le dernier axe avec l'A84/E 401 et le développement de la zone d'activité.

Le 22 août 1886, la commune est reliée à la gare de Caen par une ligne de chemin de fer qui va à l'origine jusqu'à Aunay-sur-Odon et qui est ensuite prolongée en 1891 jusqu'à la gare de Vire. Le transport des voyageurs sur la ligne de Caen à Vire est interrompu le 1er mars 1938. Le transport de marchandises est par la suite limité à Jurques, puis définitivement suspendu en 1972. La ligne est ensuite déclassée en 1975. La rue de la Gare et une maison de garde-barrière sur la rue Haut-Saint-Martin rappellent aujourd'hui le souvenir de cette ligne disparue.
Verson est depuis longtemps un point de passage obligé entre Caen et la Bretagne.
- En effet depuis le début le début du Moyen Âge, Verson se situe sur la route du pèlerinage vers le mont Saint-Michel.
- La rue du Général-Leclerc ou route de Bretagne, passant par le centre de Verson, n'est autre que l'ancienne N 175 qui était l'unique route reliant Normandie et Bretagne avant l'inauguration de l'A84.
- L'A84 passe aussi sur le territoire de Verson, au nord du bourg. La première sortie de l'autoroute dans le sens Caen-Rennes est la  48 pour Verson. Cette sortie  48 pour Verson est la dernière dans le Rennes-Caen avant de sortir à Bretteville-sur-Odon ou sur le périphérique de Caen par l'accès  9.

En outre, à l'époque gallo-romaine Verson était située sur la voie romaine de Bayeux à Vieux.
La commune est desservie par les lignes 9 et 32 des Bus Verts du Calvados. À la suite de son entrée dans Caen La Mer, Verson est raccordée depuis la rentrée 2013 au réseau Twisto. La ligne 22, avec des bus de tailles réduites venant de Tourville-sur-Odon, passe donc à Verson quatre fois par jour.

## Toponymie
Le nom de la localité est attesté sous la forme Versum en 935 (charte de Richard Ier pour le Mont-Saint-Michel), Territorium de Versone en 1271 (cartulaire du Mont-Saint-Michel, n° 281).
L'origine du nom Verson est incertaine puisqu'on ne connait pas l'origine de la commune. Néanmoins, Verson pourrait avoir une origine celtique Versodunum, gallo-romaine Vercie, ou de la langue romane Versum puis Versun et enfin Verson[réf. à confirmer]. Il signifierait la « colline verte ».

## Histoire

### Néolithique
Des fouilles archéologiques ont mis au jour les vestiges d'un village ancien de 7 000 ans ainsi qu'une vaste nécropole gauloise.

### Époque romaine
Il est probable que des habitants se soient installés sur le site de Verson/Fontaine-Étoupefour, à l'endroit d'un probable gué ou pont sur l'Odon de la voie romaine Bayeux-Vieux, connue sous le nom de Chemin Haussé.
Des vestiges romains ont été retrouvés sur les communes situées sur l'autre versant de la rivière.

### Moyen Âge

#### Fondation de Verson par les Saxons et l'éphémère royaume de Syagrius
Les Saxons ont débarqué aux alentours de 480 en Normandie pour d'abord la ravager et ensuite s'y installer en tant que colons. Les historiens peuvent donc penser que Verson a été créée lors de cette invasion. Le Nord de la Gaule est alors sous la domination de Syagrius depuis 464.

#### Époque mérovingienne
Clovis, roi des Francs saliens de Tournai (actuellement en Belgique), pénètre en Gaule en 485-486, il conquiert le royaume des Romains de Syagrius à la suite de la bataille de Soissons en 486. On ne sait pas quand les Francs parviennent en Normandie mais il est sûr que la région est sous leur domination en 507.
Des fouilles, menées entre 1970 et 1972 sur un des points culminants de Verson, le mont Saint-Martin, attestent de la présence de tombes, dont une appartenant à un chrétien. Cette nécropole date des VIIe et VIIIe siècles. Ainsi on peut affirmer que le site de Verson est occupé à la période mérovingienne.

#### Époque carolingienne
Verson est un village assez important à l'époque carolingienne, puisqu'une église Saint-Martin est construite au IXe siècle. Cette église est un centre paroissial majeur de la région jusqu'au début du XIIIe siècle. C'est sans doute à cette époque que les villageois de Verson partirent s'installer sur les bords de l'Odon en raison du manque d'eau autour du mont Saint-Martin.

#### Invasion des Navarrais et des Anglais: 1356-1359
Charles le Mauvais, roi de Navarre, révolté contre Jean le Bon, s'allia aux Anglais pour ravager la région de Caen. De nombreux pillages eurent lieu dans Verson et les villages alentour mais c'est aux moulins que Charles le Mauvais voulait s'attaquer pour affamer le pays. Le 25 février 1359, Verson fut libéré par des bourgeois notables de Caen qui expulsèrent les Anglais.
Sous l'Ancien Régime, Verson est une paroisse relevant du diocèse de Lisieux, enclavée dans le diocèse de Bayeux, au sein de ce qui se nommait alors Exemption de Nonant.
En 1548, Pierre Bourdon, sieur de Roquereul, (né ver 1521-1522) bourgeois de Caen qui était en 1560 était un des échevins de Caen, acheta par adjudication pour la somme de 500 livres la fiefferme de Verson.  Ses descendance, la famille Bourdon de Gramont resta à Verson près de 300 ans.

### Révolution
En 1789, Verson élit ses députés du tiers état : Moisant, François Tilliard et Charles Fabulet.
En 1793, Verson est rattachée à l'éphémère canton de Cheux. Celui-ci éclate dès 1801 et est partagé entre les cantons d'Évrecy (dont Verson fait partie) et de Tilly-sur-Seulles.

### Seconde Guerre mondiale
En 1940, le château (aujourd'hui, la mairie) est occupé par les Allemands. Il devient le quartier général de la Luftwaffe, basée à Carpiquet.
Avec l'aide des Anglais, beaucoup de femmes et d'hommes de Verson participent à l'exode vers Bayeux en 1944. En témoignage de cet exode, les Versonnais on fait ériger une croix dans la rue qui porte désormais son nom rue de la Croix-Beaujard.
Verson étant dans une cuvette, il n'y a pas véritablement eu de bataille. 25 % des habitations ont été abîmées. La commune aurait dû être détruite le 26 juin 1944, en trois bombardements, mais le mauvais temps a compromis cette opération. Seule l'église a été touchée à trois reprises par des tirs d'obus qui ont détruit toute la nef.

## Politique et administration

### Rattachements administratifs et électoraux

#### Rattachements administratifs
La commune se trouve  dans l'arrondissement de Caen du département  du Calvados.
Elle faisait partie depuis 1801 du canton d'Évrecy. Dans le cadre du redécoupage cantonal de 2014 en France, cette circonscription administrative territoriale a disparu, et le canton n'est plus qu'une circonscription électorale.

#### Rattachements électoraux
Pour les élections départementales, la commune fait partie depuis 2014 du canton de Caen-1
Pour l'élection des députés, elle fait partie de la sixième circonscription du Calvados.

### Intercommunalité
Verson était membre de la communauté de communes des Rives de l'Odon, un établissement public de coopération intercommunale (EPCI) à fiscalité propre créé en 1993 et auquel la commune avait transféré un certain nombre de ses compétences, dans les conditions déterminées par le code général des collectivités territoriales. Cette petite intercommunalité ne regroupait que trois communes.
Cette intercommunalité a fusionné  le 1er janvier 2013 au sein de la communauté urbaine dénommée Caen la Mer dont est désormais membre la commune.

### Tendances politiques et résultats
Verson est une commune votant plutôt à gauche. Le maire actuel Michel Marie gouverne sous l'étiquette DVG, mais ce résultat n'est pas significatif puisqu'il n'y avait qu'une seule liste candidate en 2008
En revanche, on observe un vote nettement à gauche lors des principales élections depuis 2004.
Lors du premier tour des élections municipales de 2014 dans le Calvados, la liste SE menée par le mairee sortant Michel Marie remporte la majorité absolue des suffrages exprimés, avec 1 070 voix (67,16 %, 23 conseillers municipaux élus dont 2 communautaires), devançant très largement celle, également SE, menée par  Véronique Tomas, qui a obtenu 523 voix (32,83 %, 4 conseillers municipaux élus).
Lors de ce scrutin, 38,36 % des électeurs se sont abstenus
Lors du premier tour des élections municipales de 2020 dans le Calvados, la liste ECO menée par Nathalie Donatin obtient la majorité absolue des suffrages exprimés, avec 673 voix (55,66 %, 21 conseillers municipaux élus dont 1 communautaire), devançant largement la liste DIV menée par Benoît Le Rétif, qui a obtenu 536 voix (44,33 %, 6 conseillers municipaux élus).
Lors de ce scrutin, marqué par la Pandémie de Covid-19 en France, 55,12 % des électeurs se sont abstenus.

### Administration municipale
La commune comprenant entre 3 500 et 4 999 habitants, le conseil municipal est composé de vingt-sept membres.

### Politique de développement durable
La station d'épuration du Grand Odon a été mise en service en 1995. Elle traite les rejets de six communes (Baron-sur-Odon, Grainville-sur-Odon, Mondrainville, Mouen, Tourville-sur-Odon et Verson). D'une capacité de traitement de 20 000 habitants, elle est conforme à la directive européenne relative au traitement des eaux résiduaires urbaines ; elle traite actuellement[C'est-à-dire ?] les rejets de 11 700 habitants. Elle est située à l'est de la commune, sur l'Odon[réf. nécessaire].
À l'ouest de Verson, à la limite entre la commune et Mouen, se trouve la déchèterie, mise en place pour les ex-communes des Rives de L'Odon. La déchèterie reprend tous les déchets recyclables, hormis le papier. Une partie des déchets verts collectés sont additionnés avec les boues de la station d'épuration et avec les déchets verts de la déchetterie d'Évrecy afin de former du compost vendu aux particuliers et aux professionnels sur une aire recouvrant globalement le canton d'Évrecy[réf. nécessaire].
Un ramassage des déchets papiers et cartons, sous forme de sacs jaunes, par un camion toutes les semaines a été mis en place ces dernières années[C'est-à-dire ?].
En 2021, la municipalité a remplacé l'éclairage public dans le parc de la mairie, en installant des luminaires à LED qui diffusent une lumière moins puissante  afin de limiter l'impact sur la biodiversité, tout en permettant une baisse des coûts.
Un parc boisé est aménagé au nord de l'écoquartier de Verson. 4 600 arbustes sont alors plantés

### Jumelages
Au 14 mai 2013, Verson est jumelée avec deux villes :
- Hambühren (Allemagne) depuis 1991 ;
- Buk (Pologne) depuis 2007.

## Équipements et services publics
Un espace multi-activités pour les associations culturelles et de loisirsest aménagé dans l'ancien friche industrielle située de l'église et en bordure de l'Odon « les ateliers de rotation » en 2021.

### Enseignement
- L'école maternelle Françoise-Dolto qui dispose à la rentrée 2020 de 5 classes[92]L'école primaire Victor-Hugo accueille 238 élève[Quand ?]s répartis en deux CP, un CE1, un CE1/CE2, un CE2, un CE2/CM1, un CM1, deux CM2 et une classe ULIS[réf. nécessaire].
- Le collège Jacques-Prévert, construit en 1977 et rénové en 2016[93],  accueille 651 élèves en 2021, effectif en croissance puisqu'il n'était que de 593 en 2019-2020 et 680 escomptés en 2021/22[94].

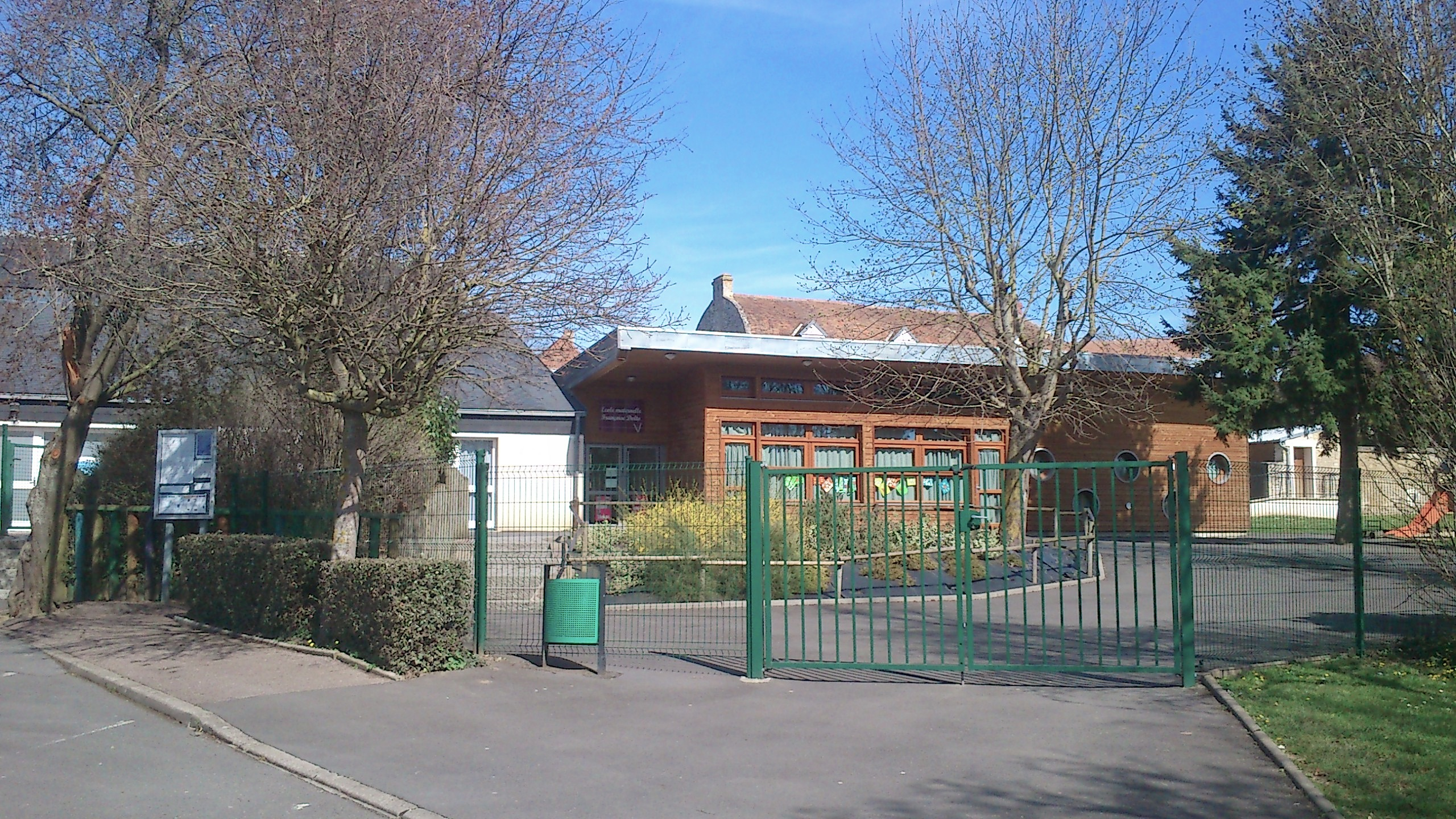
L'école maternelle Françoise-Dolto.
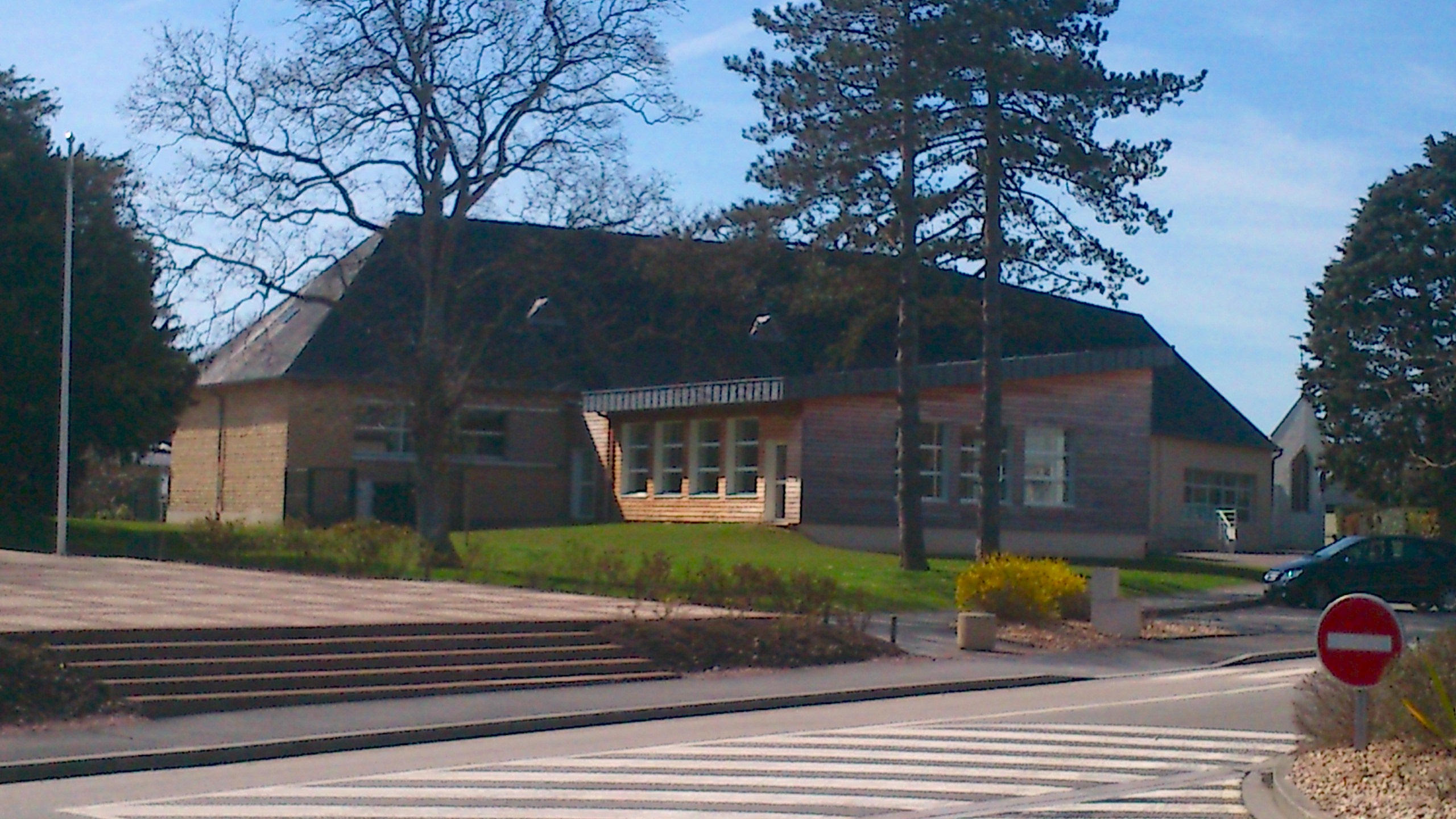
L'école primaire Victor-Hugo.

### Santé
La maison de santé de Verson accuelle en 2020 trois médecins, deux podologues, trois kinésithérapeutes ainsi que deux infirmières

### Justice, sécurité, secours et défense
Verson relève du ressort du tribunal judiciaire, du tribunal pour enfants, du conseil de prud'hommes et  du tribunal de commerce de Caen, de la cour d'appel de Caen, et, dans ordre administratifdu tribunal administratif de Caen et de la cour administrative d'appel de Nantes.

## Population et société

### Démographie
L'évolution du nombre d'habitants est connue à travers les recensements de la population effectués dans la commune depuis 1793. Pour les communes de moins de 10 000 habitants, une enquête de recensement portant sur toute la population est réalisée tous les cinq ans, les populations de référence des années intermédiaires étant quant à elles estimées par interpolation ou extrapolation. Pour la commune, le premier recensement exhaustif entrant dans le cadre du nouveau dispositif a été réalisé en 2007.

En 2022, la commune comptait 3 927 habitants, en évolution de +10,4 % par rapport à 2016 (Calvados : +1,58 %, France hors Mayotte : +2,11 %).
| 1793  | 1800  | 1806  | 1821  | 1831  | 1836  | 1841  | 1846  | 1851  |
| ----- | ----- | ----- | ----- | ----- | ----- | ----- | ----- | ----- |
| 1 061 | 1 021 | 1 347 | 1 102 | 1 280 | 1 285 | 1 270 | 1 275 | 1 167 |

| 1856  | 1861  | 1866  | 1872  | 1876  | 1881 | 1886 | 1891 | 1896 |
| ----- | ----- | ----- | ----- | ----- | ---- | ---- | ---- | ---- |
| 1 215 | 1 206 | 1 171 | 1 040 | 1 023 | 933  | 895  | 875  | 804  |

| 1901 | 1906 | 1911 | 1921 | 1926 | 1931 | 1936 | 1946 | 1954  |
| ---- | ---- | ---- | ---- | ---- | ---- | ---- | ---- | ----- |
| 801  | 785  | 760  | 734  | 694  | 715  | 722  | 899  | 1 002 |

| 1962  | 1968  | 1975  | 1982  | 1990  | 1999  | 2006  | 2007  | 2012  |
| ----- | ----- | ----- | ----- | ----- | ----- | ----- | ----- | ----- |
| 1 335 | 1 380 | 1 743 | 2 215 | 3 153 | 3 580 | 3 643 | 3 651 | 3 533 |

| 2017  | 2022  | - | - | - | - | - | - | - |
| ----- | ----- | - | - | - | - | - | - | - |
| 3 616 | 3 927 | - | - | - | - | - | - | - |

### Manifestations culturelles et festivités
- Téléthon en décembre.
- Mois de la francophonie en mars.
- La foire aux greniers de Verson organisée par les baladins de l'Odon (association de théâtre) en mai.
- Fête communale de la Saint-Germain en mai.
- Forum des associations en septembre.

### Sports et loisirs
- Le Tennis Club de Verson fait partie des clubs les plus importants du Calvados avec 300 adhérents en 2020[100], une équipe féminine en pré-national ainsi qu'une équipe masculine montée en National 4 grâce à une bonne saison 2013.
- L'Amicale sportive de Verson fait évoluer deux équipes de football en ligue de Basse-Normandie et 1 autre en divisions de district[101]. L'équipe a remporté deux fois la coupe du Calvados en 1994 et 1995[102]. Elle engage aussi de nombreuses équipes de jeunes.
- Le club d'haltérophilie.
- L'Amicale Handball de Verson.
- Les Archers de l'Odon.
- Le Club de plein air de l'Odon permet l'initiation et le perfectionnement à l'escalade et au kayak. Il participe aux différentes compétitions de kayak et d'escalade organisées par les Fédérations de kayak et d'escalade.
- Les Cyclos de l'Odon organise des sorties cyclotouristiques.
- Gym enfant de l'Odon.
- Gymnastique volontaire Fontaine-Verson.
- Hameçon versonnais.
- Vers'Odon.
- Les pointeurs versonnais.
- Yoga de l'Odon.
- Tennis de table.

### Cultes
Pour le culte catholique romain, la commune fait partie de la paroisse Sainte-Monique-de-l'Odon, à laquelle est rattachée l'église Saint-Germain.

## Économie

### Revenus de la population et fiscalité
En 2010, le revenu fiscal médian par ménage était de 37 144 €, ce qui plaçait Verson au 4 414e rang parmi les 31 525 communes de plus de 39 ménages en métropole.

### Emploi
En 2009, la population âgée de 15 à 64 ans s'élevait à 17 056 personnes, parmi lesquelles on comptait 74,4 % d'actifs dont 68,7 % ayant un emploi et 5,6 % de chômeurs.

### Entreprises, services et commerces
Verson compte de nombreuses entreprises et commerces : agence immobilière, assurance, ambulance, toilettage pour animaux, auto-école, garages, station service, banques, bar-tabac, bar-PMU-brasserie, boucherie-traiteur, boulangeries-pâtisseries, charcuterie-traiteur, salons de coiffure, couture-retouches, création de sites internet, déplacement et taxi, épicerie fine/cave à vin, fleuriste, instituts de beauté, poste, opticien, pharmacie, primeur, pompes funèbres, restaurants et restauration rapide, supermarché et tapissier.
Le long de l'A84, trois zones industrielles se sont développées. Des entreprises des transports, de BTP, de camping-cars, de création, d'agro-alimentaire, d'électroménager, des fournisseurs de matériaux de construction, des menuiseries et chaudronnerie s'y sont installés.
La commune compte cinq revendeurs de camping-cars sur son territoire, ce qui en fait la "capitale" régionale du secteur.

## Culture locale et patrimoine

### Lieux et monuments
La commune dispose d'un monument classé et de deux monuments inscrits à l'inventaire des monuments historiques ;
- L'église Saint-Germain (XIIe siècle) est classée depuis le 21 mai 1910[105]. À l'intérieur, un Christ en croix du XVIe siècle est classé à titre d'objet[106].
- La  Croix de Verson, dans le cimetière, est également inscrite à l'inventaire depuis 1932[107].
- Le manoir de la Fontaine (XVIe siècle) est inscrit depuis 1933[108].

On peut également signaler : 
- Espace Senghor : espace culturel, lieu d'échanges associatifs, bibliothèque.
- Mairie (elle prend place dans le château) et son parc.
- Monument aux morts.
- Le calvaire.
- La maison familiale des Senghor, située au 150 rue du Maréchal Leclerc, léguée à la commune de Verson après le décès de Colette Senghor en contrepartie d'une ouverture au public escomptée fin 2022[109],[110]
- La sculpture Le baobab et le pommier, située dans le parc de la mairie. Elle est réalisée par Anne Deshaies, en hommage à Léopold Sédar Senghor. Inaugurée en octobre 2006 par son épouse Colette Senghor originaire de Verson.

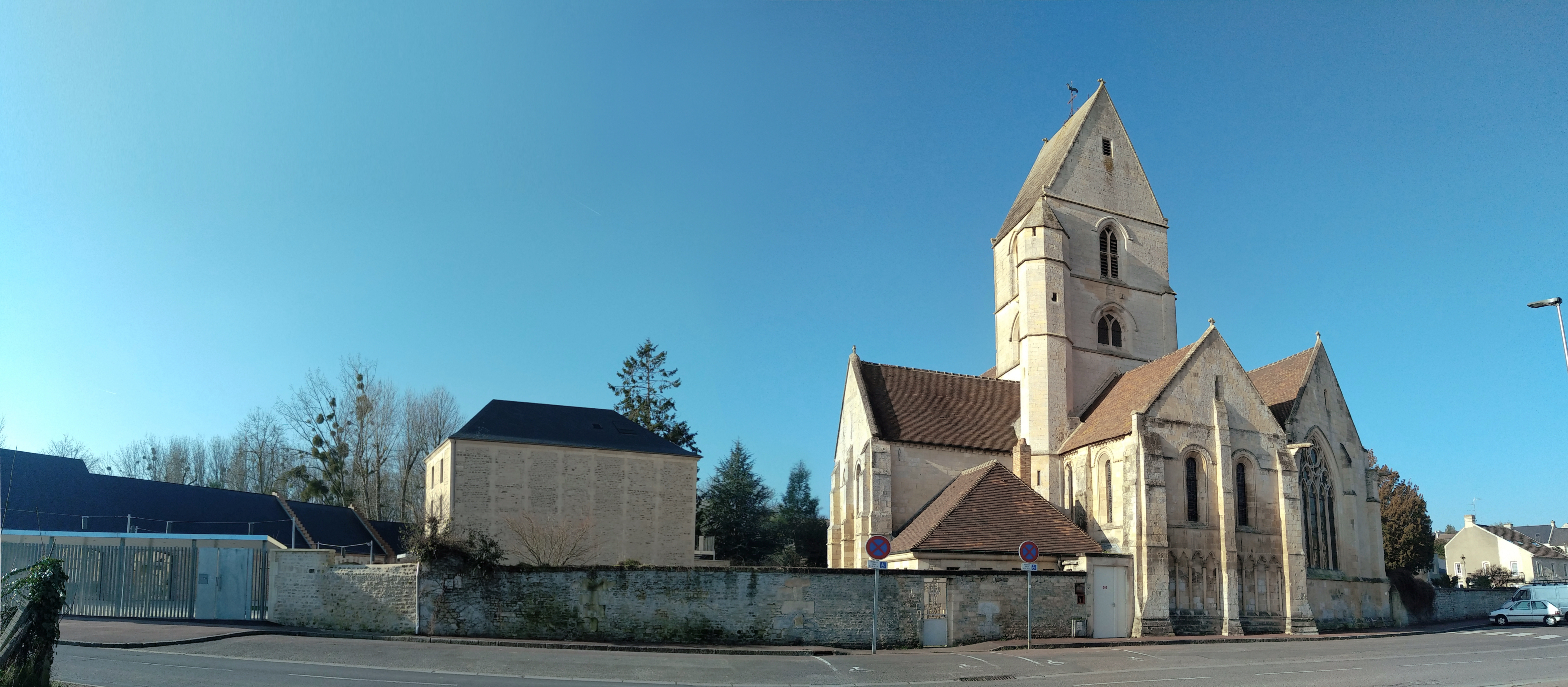
L'église Saint-Germain. À gauche, Les Ateliers de l'Odon sont une ancienne usine du XIXe transformée en un lieu qui accueille des associations.
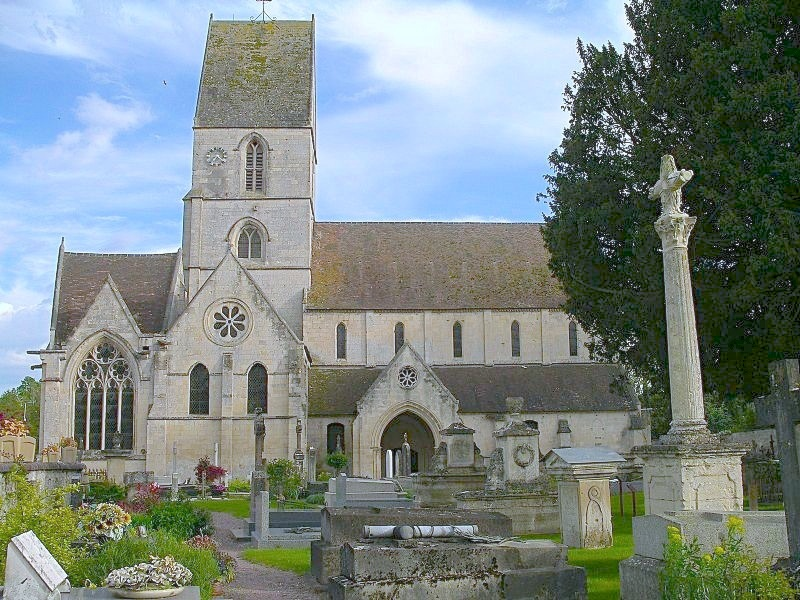
L'église Saint-Germain.
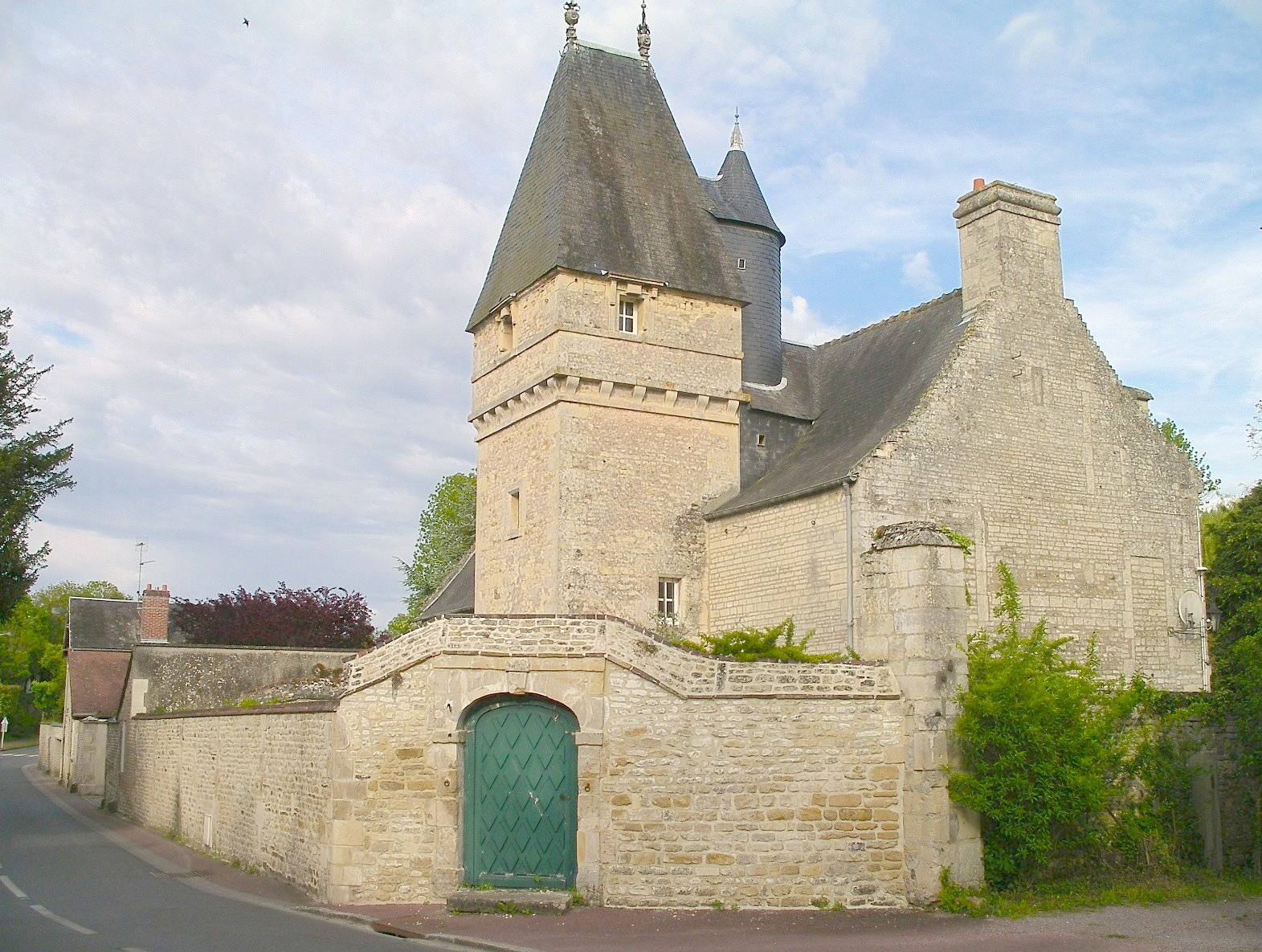
Le manoir de la Fontaine.
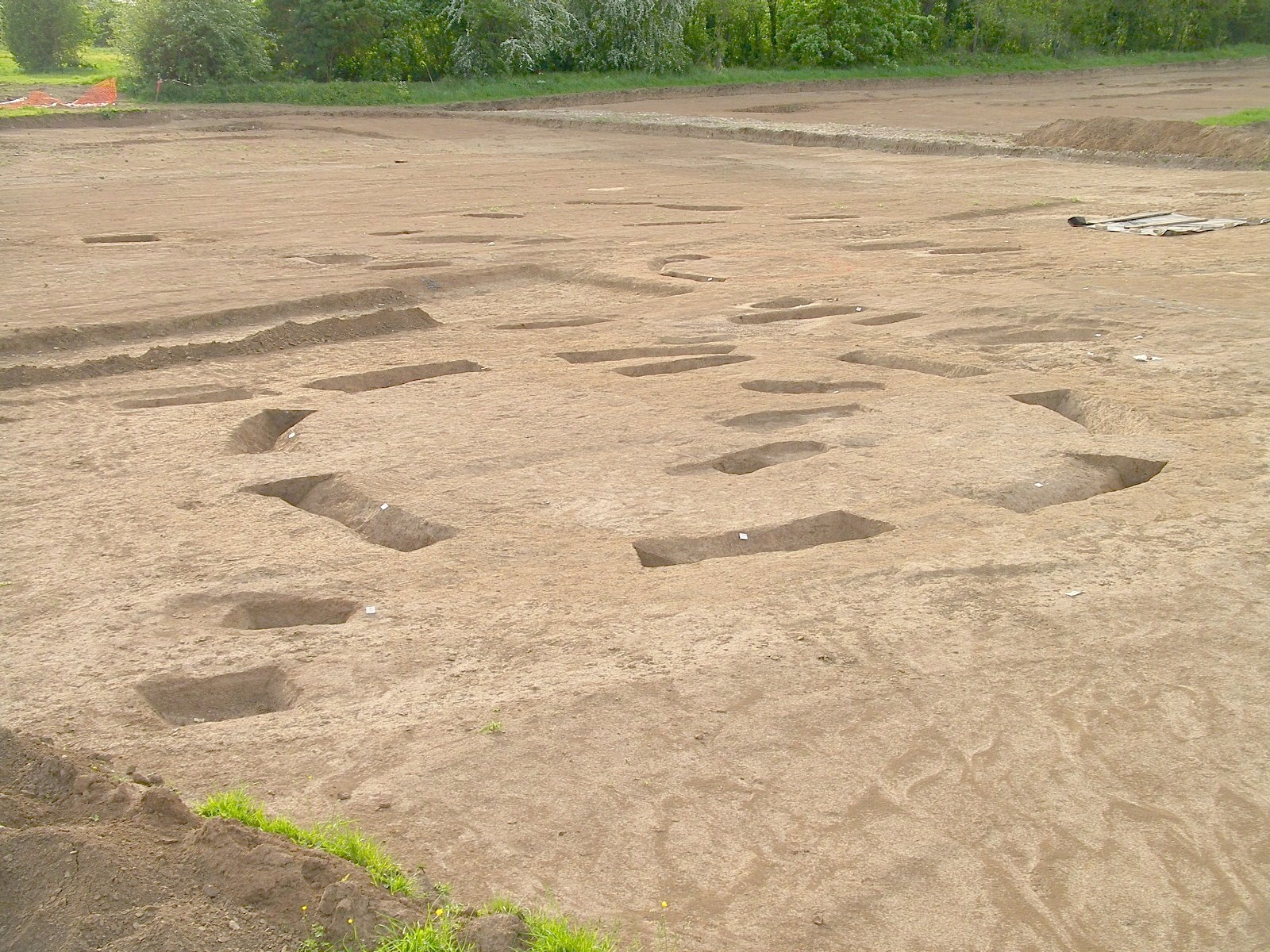
Le cimetière gaulois.
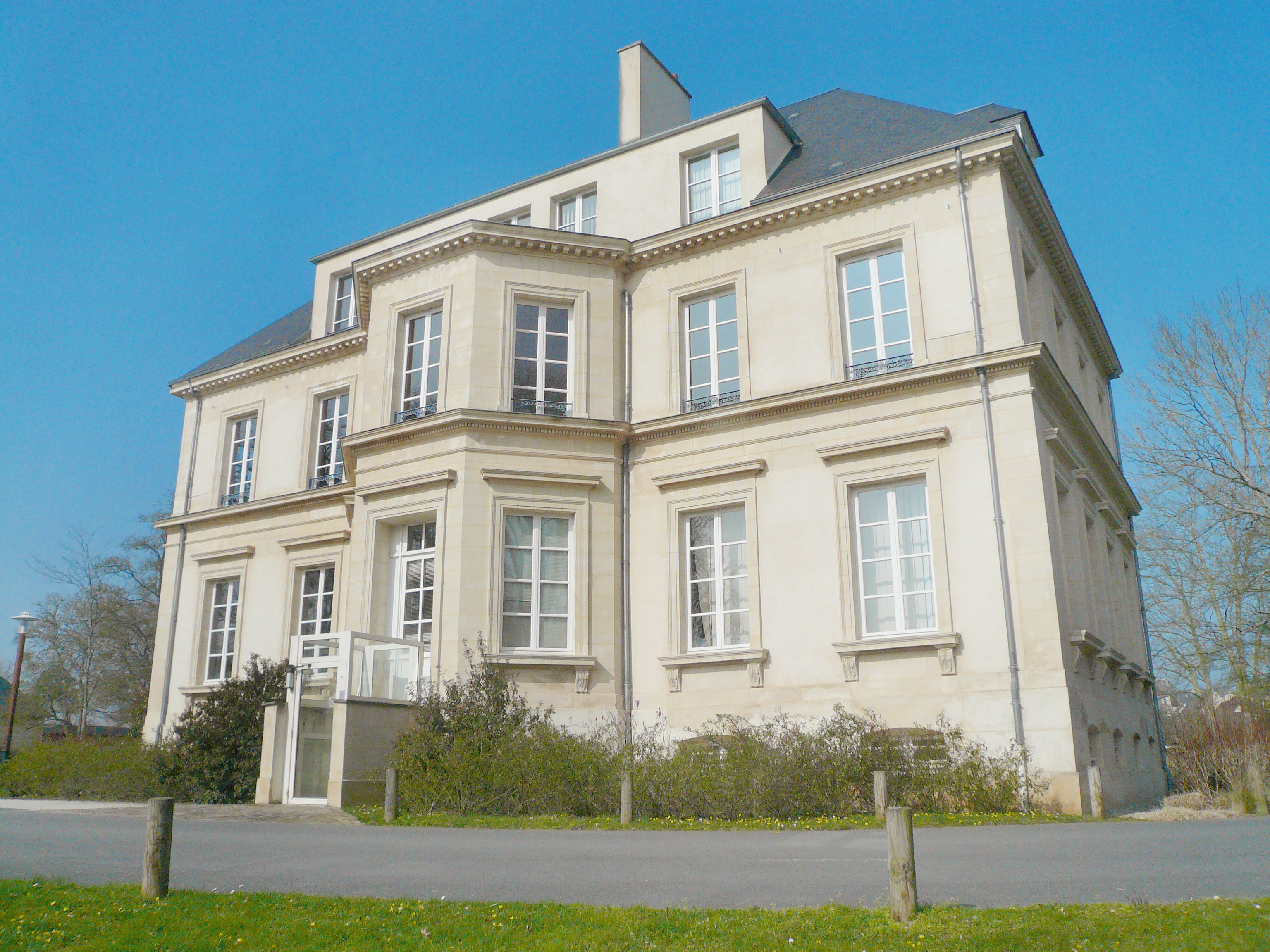
Façade sud de la mairie, avec l'ascenseur d'accès pour les handicapés.
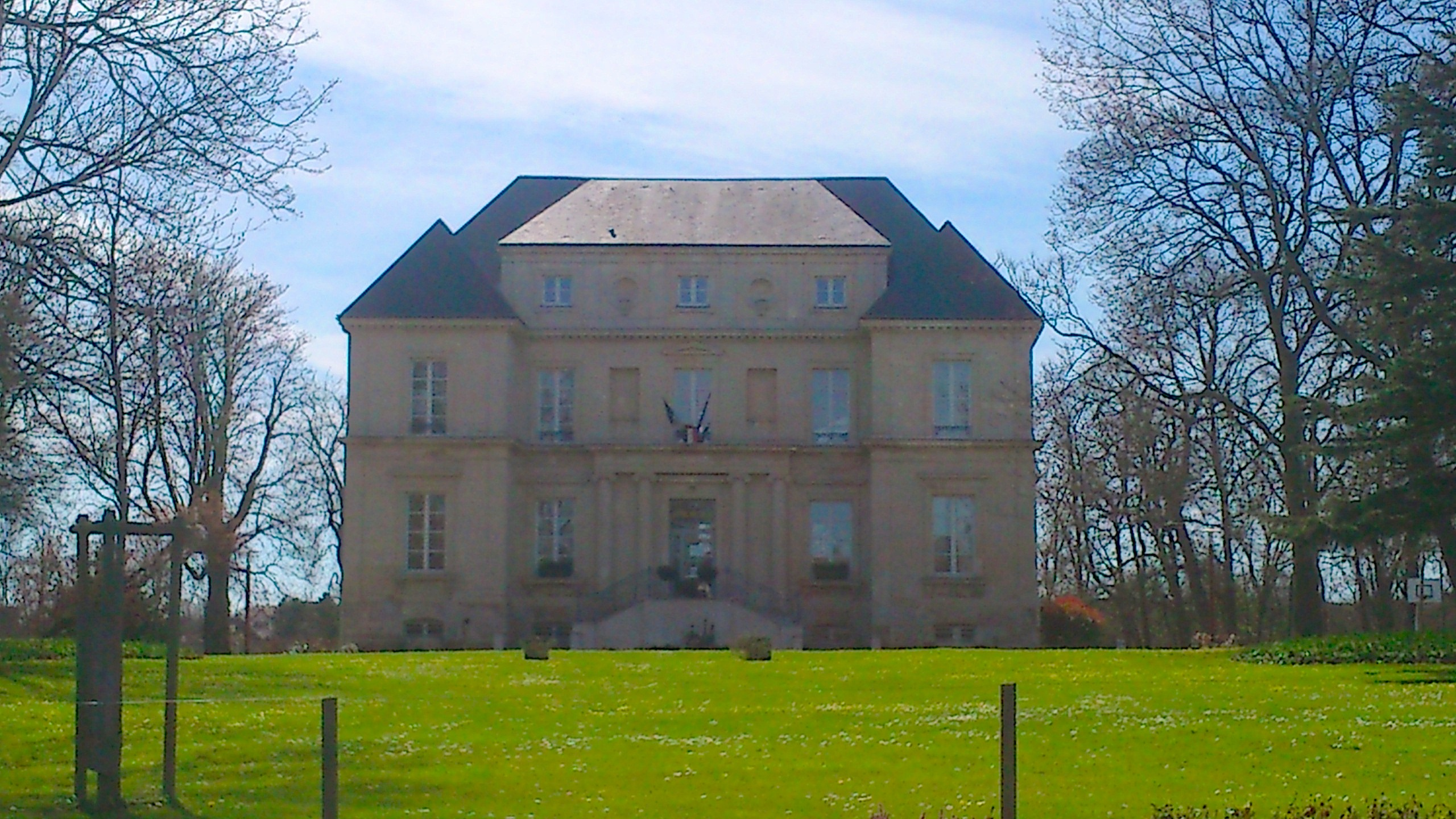
La mairie.
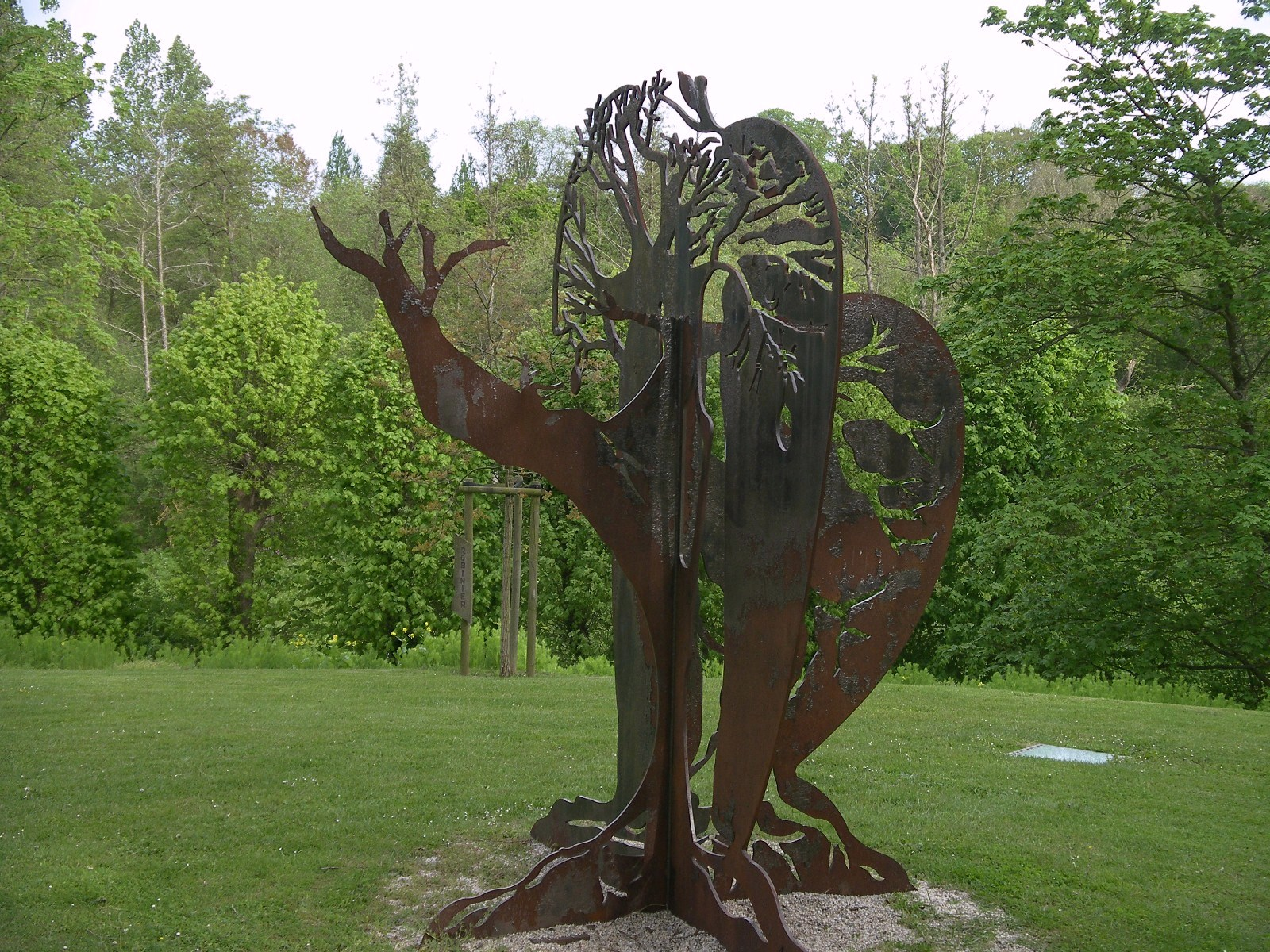
Le baobab et le pommier.

### Personnalités liées à la commune

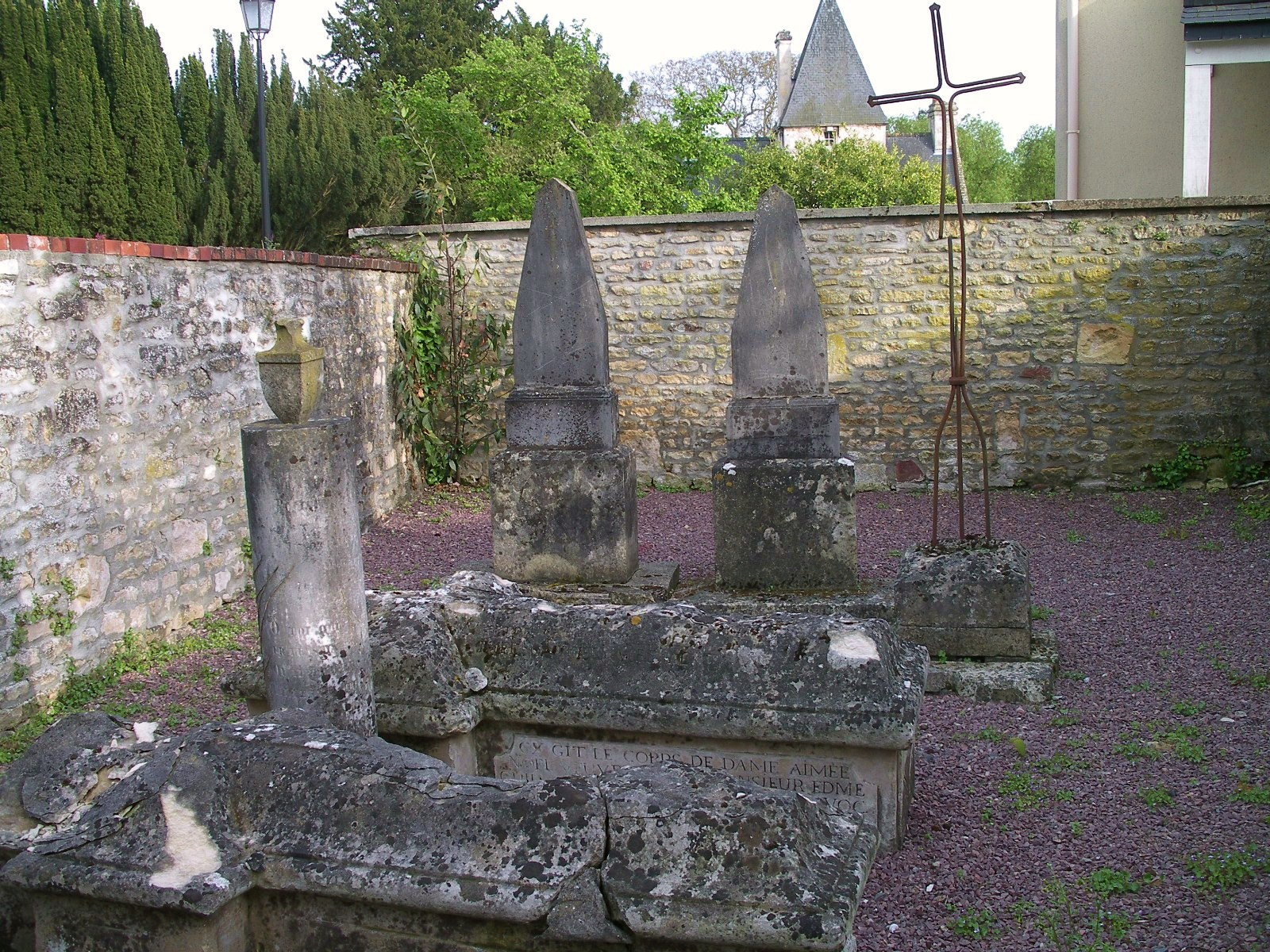
La tombe du capitaine Gautier.

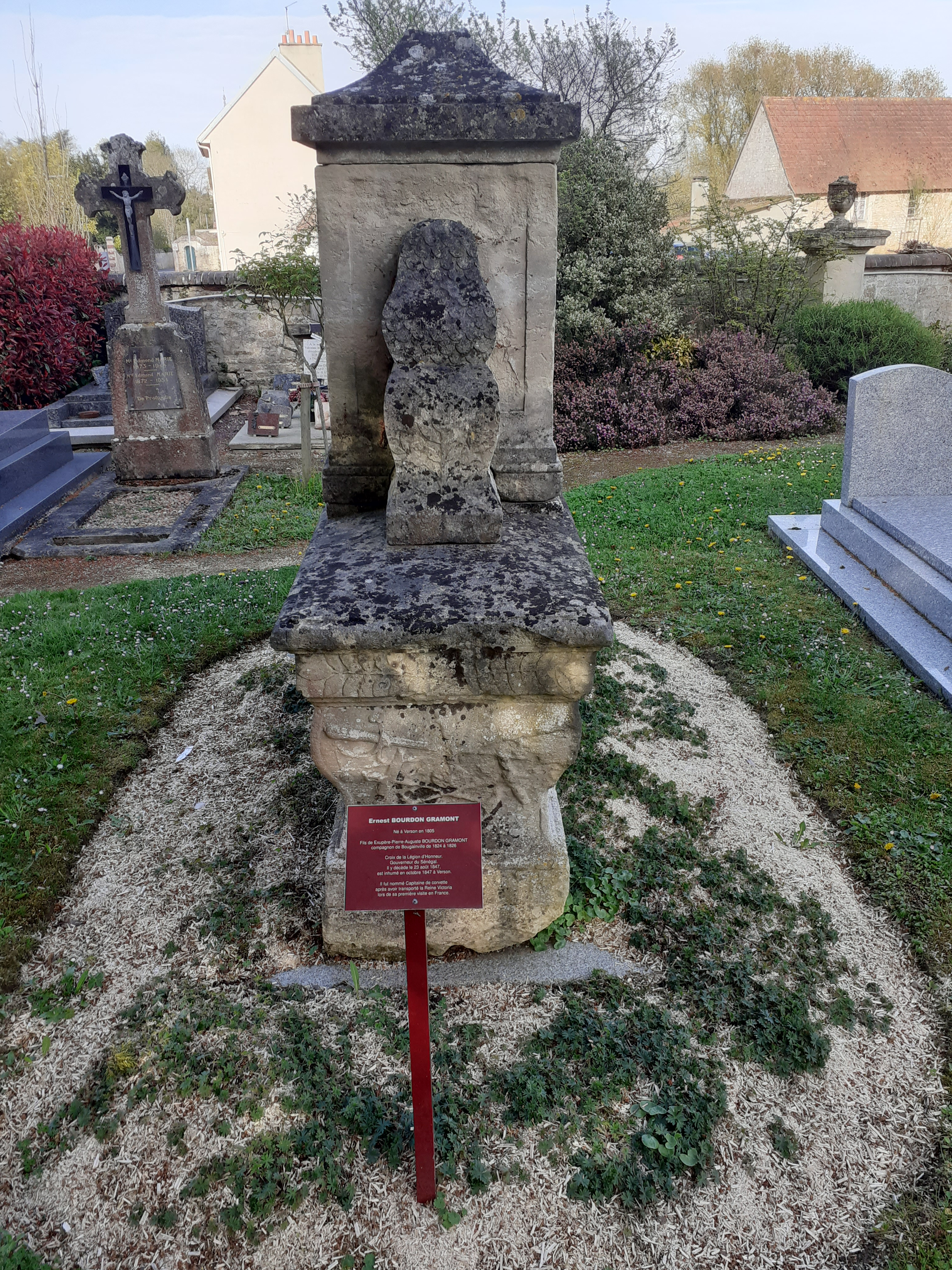
La Tombe d'Ernest Bourdon Gramont.

- Léopold Sédar Senghor (1906-2001) : le plus illustre des Versonnais, premier agrégé noir dans une université française, député à l'assemblée constituante, premier président de la République du Sénégal (1960 - 1980). Membre de l'Académie française pour son œuvre poétique et philosophique. C'est après son mariage avec une Normande, Colette Hubert (1925-2019), en 1957, qu'il séjournera régulièrement à Verson. Le décès de Léopold Sédar Senghor survient le 20 décembre 2001, dans sa propriété de Verson. L'espace culturel de la commune porte son nom depuis 1995[111],[112].
- Le capitaine Edmée Louis-Antoine Gautier de Villiers (1785 à Verson - 1860) : la légende dit qu'il est enterré avec son cheval[113] ; outre ses campagnes militaires napoléoniennes, il fut conseiller municipal.
- Victor Hunger (1856-1935) : passionné par l'histoire locale, il publia en 1908 le fruit de ses recherches sur la commune de Verson. Par ailleurs, il consacra beaucoup de ses activités dans le domaine des chevaux.
- Charles-Alfred Bertauld (9 juin 1812, Verson - 8 avril 1882, Paris), avocat et homme politique.
- Ernest Bourdon de Gramont, né le 14 mai 1805 à Verson[114] et mort le 23 août 1847 à Saint-Louis-du-Sénégal, officier de marine et administrateur colonial français.
- Alexis Beka Beka (2001-), joueur professionnel de football, ancien joueur du Stade Malherbe de Caen, a grandi à Verson et a été formé dans le club de l'AS Verson.

### Héraldique
| Blason de Verson | Blason  | Écartelé : au 1er et au 4e d'azur aux deux lions affrontés d'or soutenant un bourdon du même, au 2e et au 3e d'azur à l'épée couronnée d'or, accostée de deux fleurs de lys du même. |
| Blason de Verson | Détails | Le conseil municipal de Verson a choisi de prendre les armes de la famille de Bourdon-Grammont comme blason de la ville. Ces armes sont le résultat de l'éclatement des armes de la famille nobiliaire versonnaise des Bourdon-Grammont et des armes d'Arc et du Lys lors du mariage de Guillaume Bourdon, sieur du Rocreuil, et d'Antoinette Ribault, descendante de Pierre d'Arc, chevalier du Lys, frère de Jeanne d'Arc. Le statut officiel du blason reste à déterminer. |

## Pour approfondir